# روميلي (باد كاليه)
روميلي، باد كاليه (بالفرنسية: Rumilly, Pas-de-Calais)‏ هي بلدية تقع في إقليم باد كاليه من منطقة نور با دو كاليه في شمال فرنسا. تبلغ مساحة هذه المدينة 7.04 (كم²)، وترتفع عن سطح البحر 97 م، يبلغ عدد سكانها 262 نسمة حسب إحصاء المعهد الوطني للإحصاء والدراسات الاقتصادية سنة 2009 م. وترأس Ghislain Derollez البلدية خلال فترة (2008-2014).